# Нотинг Хил (филм)
„Нотинг Хил“ (на английски: Notting Hill) е романтична комедия от 1999 г., чието действие се развива в лондонския квартал Нотинг Хил. Сценарият на филма е написан от Ричард Къртис, който преди това е работил по „Четири сватби и едно погребение“. Режисьор е Роджър Мичъл, а главните роли се изпълняват от Хю Грант и Джулия Робъртс.

## Сюжет
Светът на Уилям Такър, собственик на книжарница, се преобръща наопаки, след като най-известната актриса, Ана Скот, влиза в книжарницата му. Няколко минути по-късно Уилям блъска Ана на улицата и я залива с портокалов сок. Предлага ѝ да я заведе в дома си, за да се преоблече и започва романтичната връзка между обикновения човек и жената, за която всички мечтаят.

## „Нотинг Хил“ в България
На 1 януари 2010 г. Нова телевизия излъчва филма с български дублаж за телевизията. Екипът се състои от:
| Преводач             | Венета Маринова                                                            |
| Озвучаващи артисти   | Елена Русалиева Силвия Русинова Пламен Манасиев Камен Асенов Христо Узунов |
| Режисьор на дублажа  | Ралица Ботева                                                              |
| Техническа обработка | Арс Диджитал Студио                                                        |
| Тонрежисьор          | Михаил Михайлов                                                            |

След това филмът е озвучен в студио „Медия линк“ от актьорите Христина Ибришимова, Лина Златева, Пламен Манасиев, Тодор Георгиев, Димитър Иванчев и е излъчен по bTV и bTV Cinema.

## Награди и номинации
- 2000 – три номинации за „Златен глобус“: най-добър филм – комедия или мюзикъл, най-добра мъжка роля — — комедия или мюзикъл (Хю Грант), – най-добра женска роля – комедия или мюзикъл (Джулия Робъртс)
- 2000 – Награда на зрителите BAFTA, а също номинации в категориите най-добър британски филм и най-добра поддържаща мъжка роля мъжка